# تپه گورستان امین‌آباد
تپه قبرستان امین آباد مربوط به دوران‌های تاریخی پس از اسلام است و در شهرستان تاکستان، روستای امین آباد واقع شده و این اثر در تاریخ ۲۵ اسفند ۱۳۷۹ با شمارهٔ ثبت ۳۱۳۹ به‌عنوان یکی از آثار ملی ایران به ثبت رسیده است.